# 普鲁斯省

普鲁斯省是秘鲁乌卡亚利大区的一个省，位于亚马逊雨林中部。总面积17,847.76 km2，总人口3,485 (2005)。普鲁斯省仅有1个区，即普鲁斯区。行政中心位于埃斯佩兰萨。普鲁斯省成立于1943年7月2日。